# Purpuricenus quadrinotatus
Purpuricenus quadrinotatus är en skalbaggsart som först beskrevs av White 1846.  Purpuricenus quadrinotatus ingår i släktet Purpuricenus och familjen långhorningar. Inga underarter finns listade i Catalogue of Life.